# And There Will Be a Next Time...
And There Will Be a Next Time... Live From Detroit è un film concerto del gruppo musicale britannico Def Leppard, pubblicato il 10 febbraio 2017.

## Pubblicazione
È il primo video concerto pubblicato dalla band dai tempi di Live: In the Round, in Your Face (1988) ed è stato registrato presso il DTE Energy Music Theatre di Detroit durante il tour promozionale dell'album Def Leppard, il 15 luglio 2016. Il cantante Joe Elliott ha così giustificato la pubblicazione del concerto:

## Tracce
1. Let's Go
2. Animal
3. Let It Go
4. Dangerous
5. Foolin'
6. Love Bites
7. Armageddon It
8. Rock On
9. Man Enough
10. Rocket
11. Bringin' On the Heartbreak
12. Switch 625
13. Hysteria (contiene un accenno a Heroes)
14. Let's Get Rocked
15. Pour Some Sugar on Me
16. Rock of Ages
17. Photograph

Contenuti extra
1. Let's Go (lyric video)
2. Let's Go (music video)
3. Dangerous (music video)
4. Man Enough (music video)
5. We Belong (music video)

## Formazione
- Joe Elliott – voce
- Phil Collen – chitarre
- Vivian Campbell – chitarre
- Rick Savage – basso
- Rick Allen – batteria

## Classifiche
| Classifica (DVD) | Posizione massima |
| ---------------- | ----------------- |
| Stati Uniti      | 1                 |
| Canada           | 1                 |
| Francia          | 1                 |
| Irlanda          | 3                 |
| Paesi Bassi      | 3                 |
| Regno Unito      | 4                 |
| Germania         | 4                 |
| Portogallo       | 8                 |